# Danny K. Davis

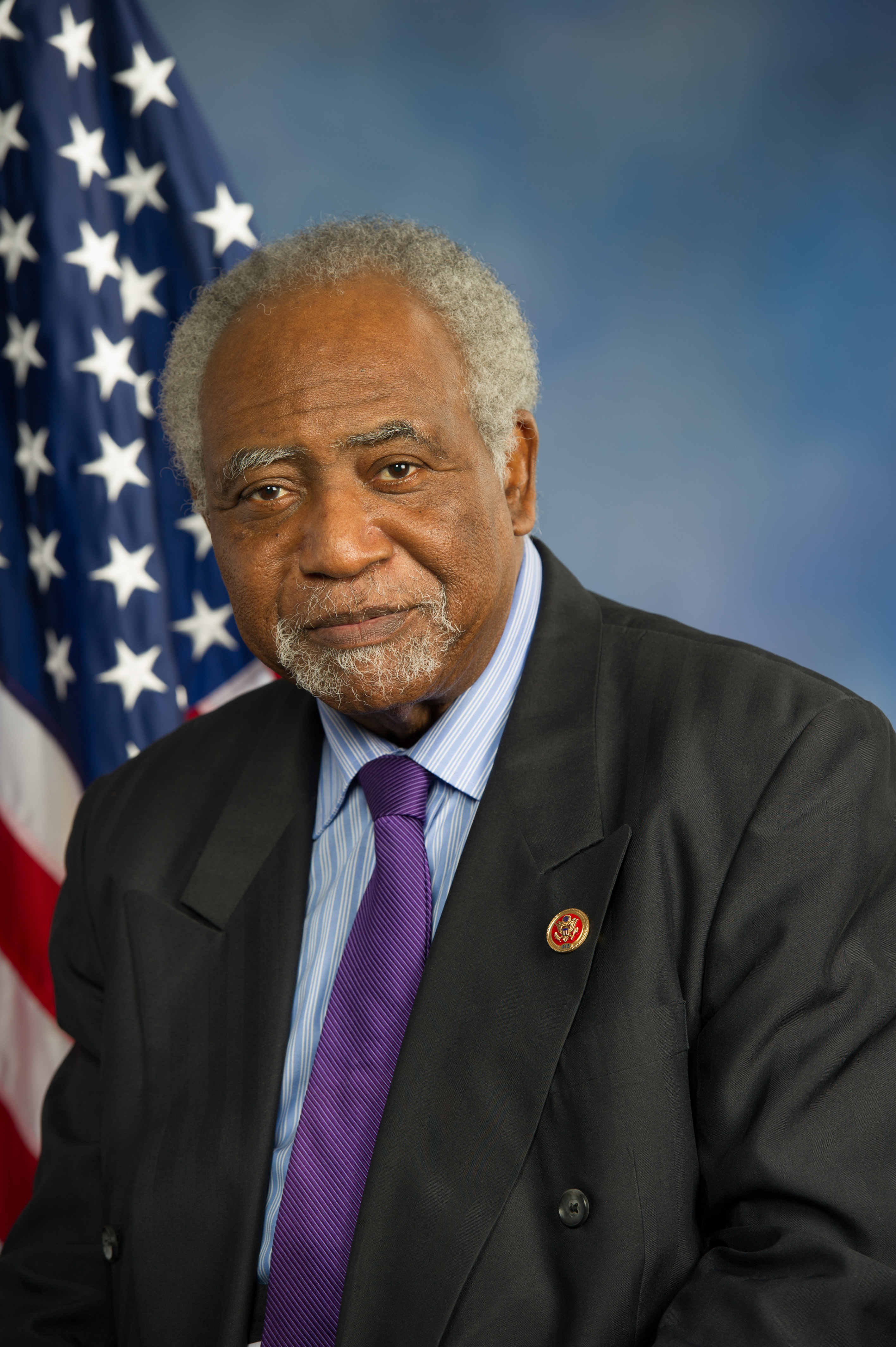
Danny K. Davis 2014.

Danny K. Davis, född 6 september 1941 i Ashley County, Arkansas, är en amerikansk demokratisk politiker. Han representerar Illinois sjunde distrikt i USA:s representanthus sedan 1997.
Davis avlade 1961 sin grundexamen vid Arkansas M&N College. Han avlade sedan 1968 sin master vid Chicago State University och 1977 doktorsexamen vid Union Institute & University i Cincinnati.
Kongressledamoten Cardiss Collins bestämde sig för att inte kandidera till omval i kongressvalet 1996. Davis vann valet och efterträdde Collins som kongressledamot i januari 1997.